# Communauté de communes Lac de Nantua
La communauté de communes Lac de Nantua est une ancienne communauté de communes située dans l'Ain et regroupant onze communes.

## Historique
- 16 septembre 2005 : Extension des compétences et changement du siège
- 23 décembre 2004 : Extension des compétences (aides à l'immobilier d'entreprises)
- 30 décembre 2002 : Création
- 31 décembre 2013 : disparition par fusion dans la communauté de communes du Haut Bugey.

## Composition
Lors de sa dissolution, elle était composée des communes suivantes :
| Nom                   | Code Insee | Gentilé        | Superficie (km2) | Population (dernière pop. légale) | Densité (hab./km2) |
| --------------------- | ---------- | -------------- | ---------------- | --------------------------------- | ------------------ |
| Nantua (siège)        | 01269      | Nantuatiens    | 12,79            | 3 534 (2014)                      | 276                |
| Apremont              | 01011      | Marannes       | 14,57            | 397 (2014)                        | 27                 |
| Brion                 | 01063      | Brionais       | 4,48             | 514 (2014)                        | 115                |
| Charix                | 01087      | Charians       | 18,27            | 284 (2014)                        | 16                 |
| Béard-Géovreissiat    | 01170      |                | 4,69             | 1 011 (2014)                      | 216                |
| Lalleyriat            | 01204      | Lalleyriatiers | 15,25            | 249 (2015)                        | 16                 |
| Maillat               | 01228      | Maillatis      | 11,31            | 639 (2014)                        | 56                 |
| Les Neyrolles         | 01274      | Neyrollans     | 9,50             | 638 (2014)                        | 67                 |
| Le Poizat             | 01300      | Poizatiers     | 17,90            | 454 (2015)                        | 25                 |
| Port                  | 01307      | Bédouins       | 4,25             | 846 (2014)                        | 199                |
| Saint-Martin-du-Frêne | 01373      | San-Martinois  | 19,14            | 1 088 (2014)                      | 57                 |

## Compétences
- Traitement des déchets des ménages et déchets assimilés
- Création, aménagement, entretien et gestion de zone d'activités industrielle, commerciale, tertiaire, artisanale ou touristique
- Action de développement économique (Soutien des activités industrielles, commerciales ou de l'emploi, soutien des activités agricoles et forestières...)
- Tourisme
- Schéma de cohérence territoriale (SCOT)
- Création, aménagement, entretien de la voirie
- Opération programmée d'amélioration de l'habitat (OPAH)
- NTIC (Internet, câble...)
- Autres

## Pour approfondir